# Charles Rowley (1er baronnet)
Charles Rowley (16 décembre 1770 - 10 octobre 1845) est un officier de la Royal Navy qui est ensuite commandant en chef de Portsmouth.

## Carrière navale
Rowley rejoint la Royal Navy en 1785. Il reçoit son premier commandement à la fin de 1789 lorsque l'amiral Milbanke le nomme pour commander le nouveau sloop HMS Trepassey, un navire de 42 tonnes, souvent appelé coupeur, avec un équipage de six hommes.
Rowley reçoit le commandement du HMS Lynx en 1794, du HMS Cleopatra en 1795, du HMS Hussar également en 1795 et du HMS Unite en 1796.
En 1800, il reprend le HMS Prince George et en 1804, il commande le HMS Ruby. En 1805, il reçoit le commandement du HMS Eagle et l’emmène dans la campagne de Walcheren en 1809 et, pendant la guerre de la sixième coalition, participe à la capture de Fiume et de Trieste en 1813.
Il est nommé commandant en chef du Nore en 1815, commandant en chef de la station de la Jamaïque en 1820 et troisième lord naval en 1834. Il est nommé valet de la chambre à coucher de Guillaume IV en 1832, servant dans la maison royale jusqu'à l'accession de la reine Victoria en 1837.
Créé baronnet en 1836, il est nommé commandant en chef de Portsmouth en 1842.
Il vivait à Hill House (maintenant Cranbourne Court) à Winkfield dans le Berkshire. En 1797, il épouse Elizabeth King.